# Universidade Técnica Academia de Minas de Freiberg

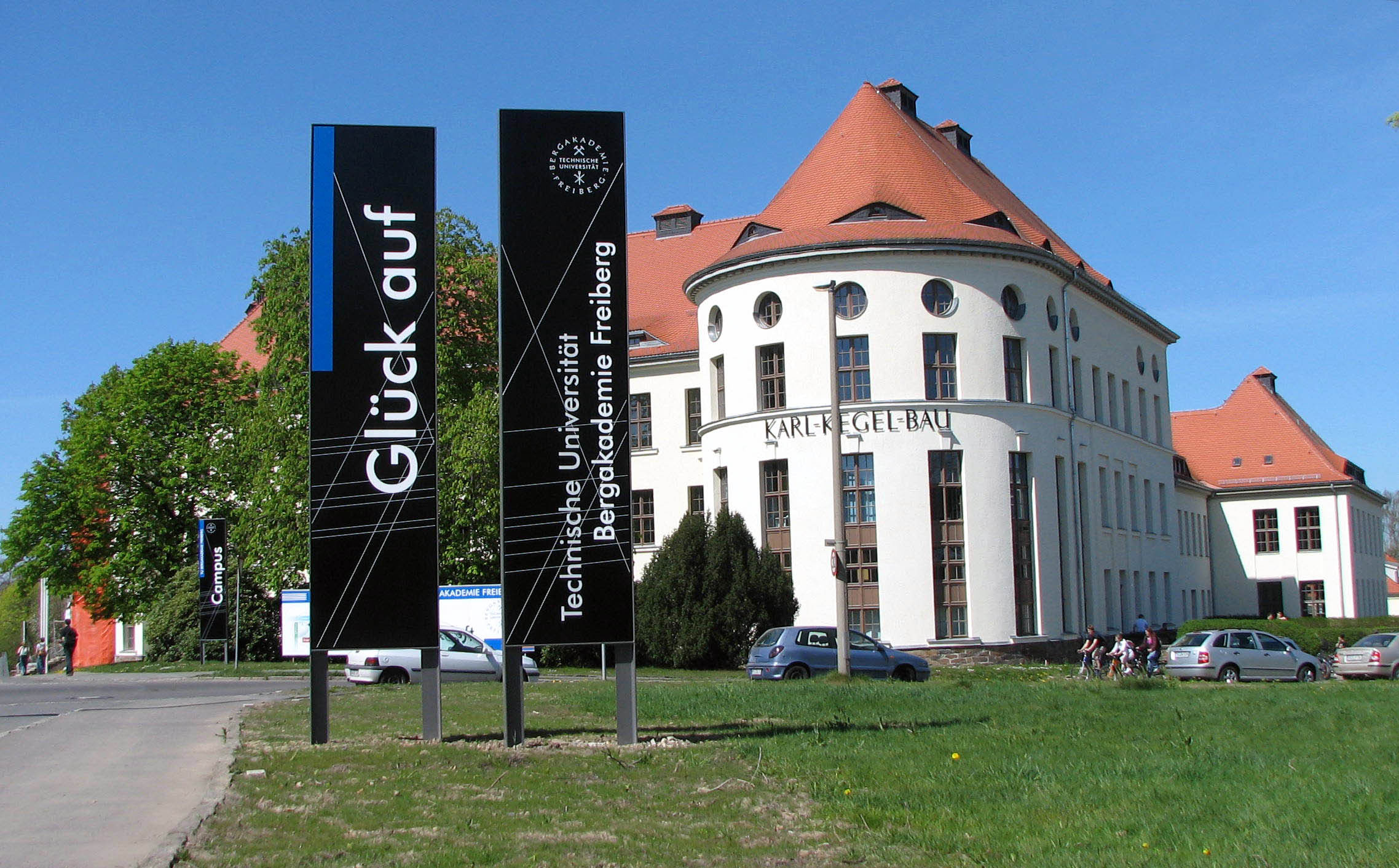
Campus da TU Bergakademie Freiberg (abril de 2007).

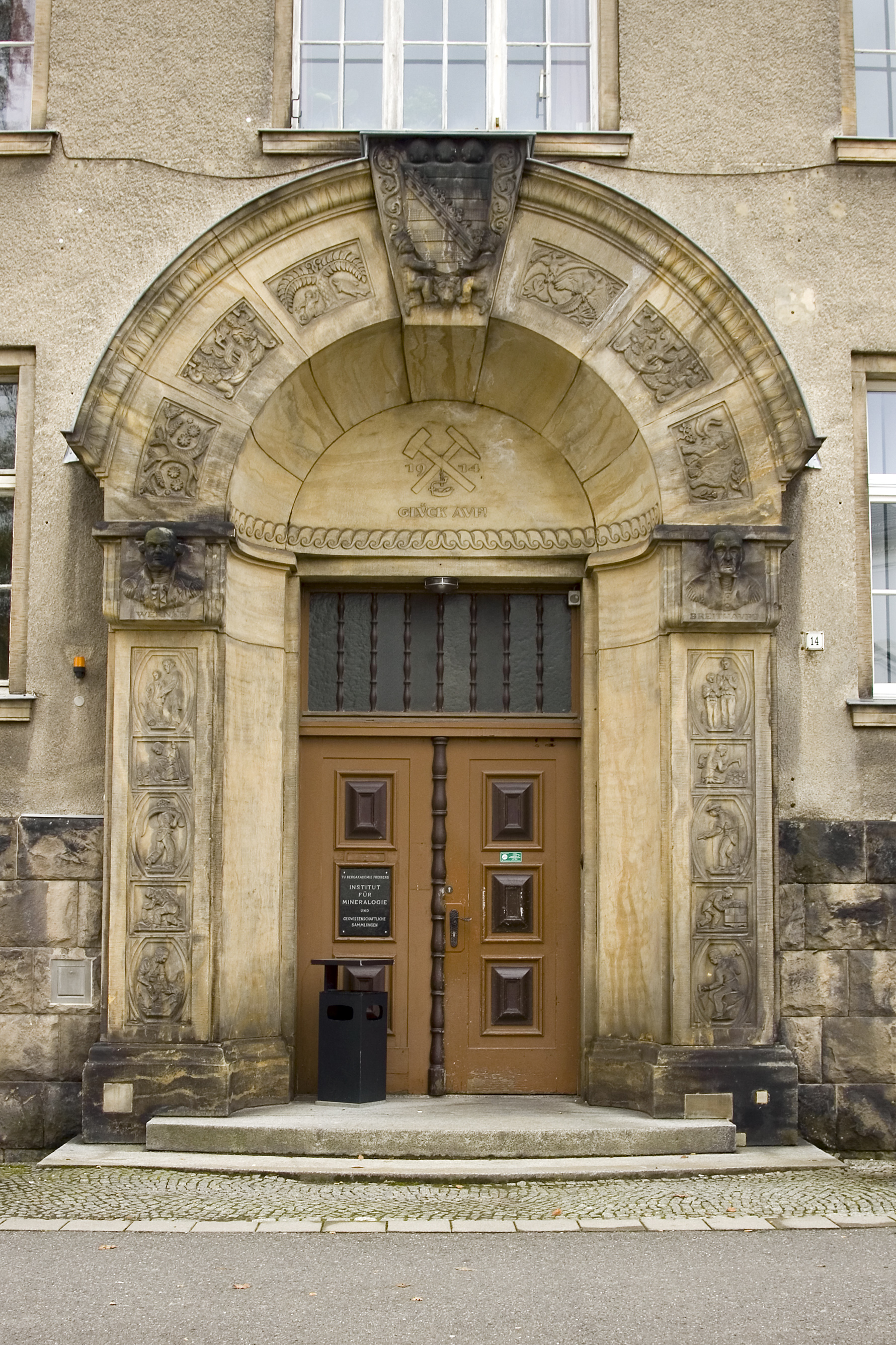
Campus da TU Bergakademie Freiberg:Wernerbau portal.

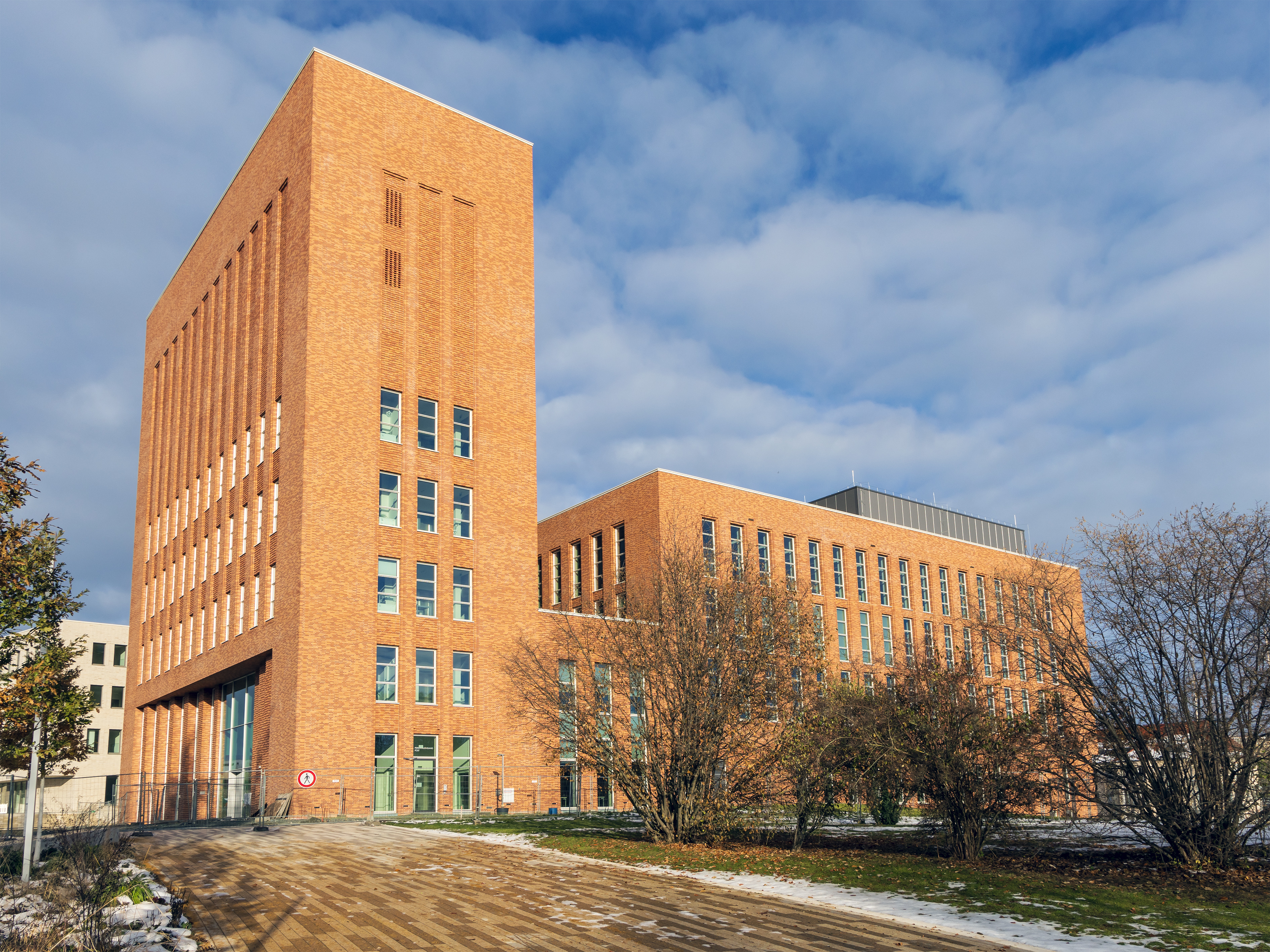
Campus da TU Bergakademie Freiberg: biblioteca universitária.

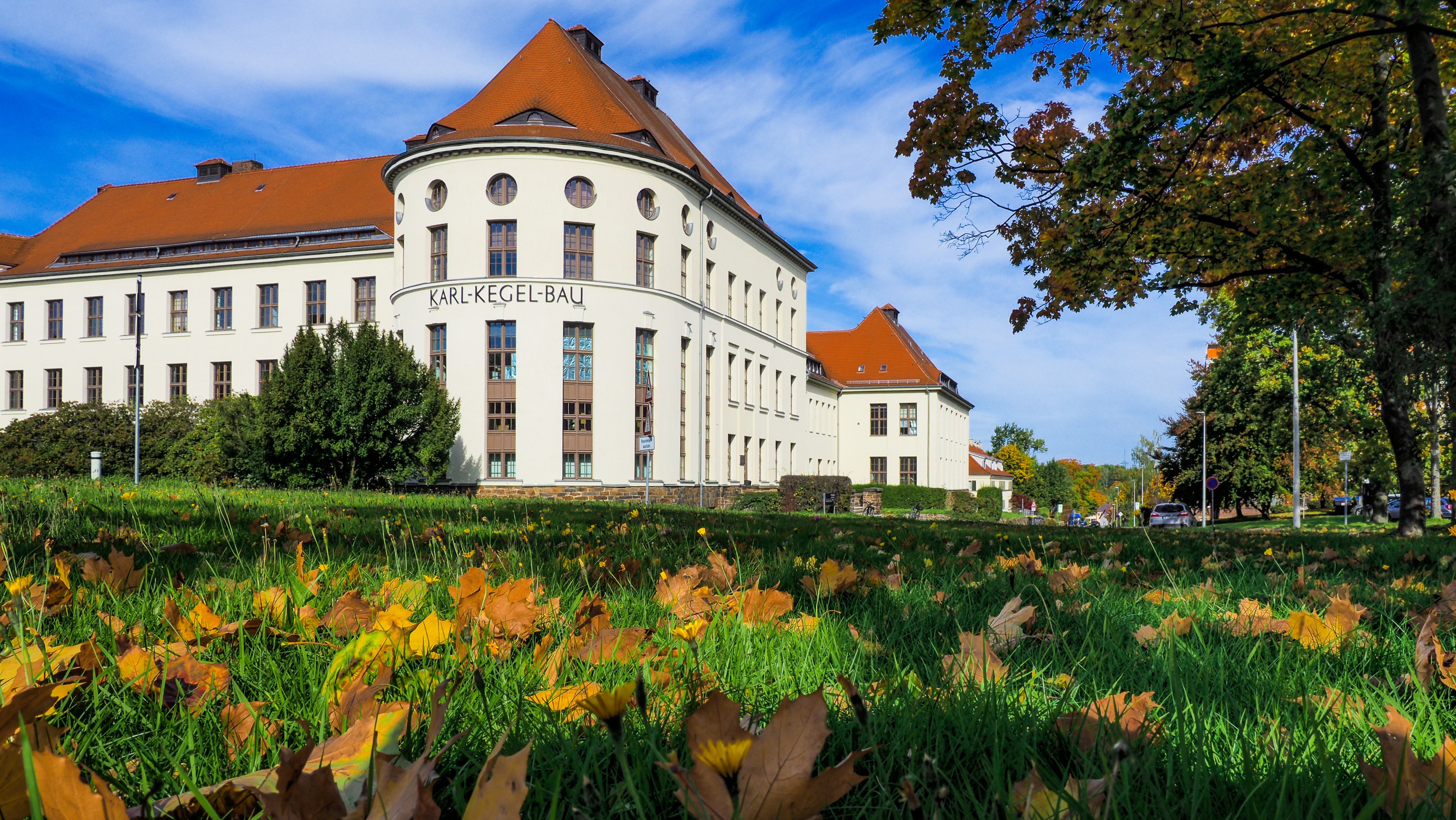
Campus da TU Bergakademie Freiberg: Edifício Karl Kegel.

A Technische Universität Bergakademie Freiberg (abreviada: TU Bergakademie Freiberg, TUBAF), em português Universidade Técnica Academia de Minas de Freiberg, é um universidade de tecnologia da República Federal da Alemanha, com 3 471 estudantes (2022), situada na cidade de Freiberg, Saxónia, Alemanha. A Universidade centra a sua atividade na investigação e ensino das tecnologias de exploração, mineração e extração de petróleo, transformação e reciclagem de recursos naturais e sucatas, bem como no desenvolvimento de novos materiais e na investigação de tecnologias de energias renováveis. A instituição é altamente especializada e competente nestes domínios. Atualmente, é a mais antiga universidade de mineração e metalurgia do mundo.

## Descrição
A TUBAF descreve-se como uma universidade de investigação moderna, especialmente centrada nos desafios ecológicos e económicos actuais e futuros. É dada ênfase à investigação interdisciplinar. Os tópicos mais investigados giram em torno de métodos alternativos na extração de recursos minerais, sistemas de energia, materiais compostos e reciclagem. A universidade é reconhecida mundialmente pela sua experiência em geociências e em ciência dos materiais.
Embora seja uma universidade pública, tem uma dotação privada relativamente grande. A universidade é sede de uma das maiores fundações universitárias alemãs. Em consequência, de acordo com um estudo de 2022, a TUBAF está entre as 10 melhores universidades da Alemanha, com base no financiamento de terceiros (privado) por professor. Todos os anos são reconhecidas várias patentes e invenções de investigadores do TUBAF.
Com o "SAXEED", uma rede de empreendedores, estão a ser apoiadas empresas em fase de arranque. O programa ajudou várias empresas de sucesso, como a NaPaGen GmbH, a Just in Time-Food GmbH e a Rockfeel GmbH.
O QS World University Rankings de 2021 por área científica classificou a TU Bergakademie Freiberg em 17.º lugar em Recursos Minerais e Mineração em todo o mundo e em 3.º na Europa. O Center for World University Rankings (CWUR) classificou a TU Freiberg em 64.º lugar entre as universidades alemãs em desempenho de investigação científico-tecnológica. A Universidade de Minas e Tecnologia de Freiberg foi classificada entre as melhores universidades do mundo em engenharia de minas.

### Perfil e programas
A universidade definiu para a sua atividade de investigação e ensino domínios fundamentais que criam um perfil único no ensino e na investigação:
- Geo — A exploração, investigação e utilização sustentável e engenhosa do sistema Terra é o ponto central das geociências da TUBAF. O trabalho baseia-se em tecnologias inovadoras e inéditas, por exemplo, para encontrar recursos, extraí-los sem destruição desnecessária e processá-los com engenho.
- Materials — Desenvolver materiais inovadores para os problemas e utilizações actuais. Isto inclui o fabrico, bem como a reciclagem destes materiais.
- Energia — Neste domínio, desenvolver soluções novas e ecológicas para os problemas energéticos. A produção, a utilização e o armazenamento de energia são investigados em conjunto. Além disso, a digitalização do sector da energia é outro tema em crescimento.
- Ambiente — As ciências do ambiente centram-se nos aspectos de segurança e conservação, por exemplo, da água, bem como nos processos da indústria primária e energética.
- Tecnologia — Desenvolver soluções orientadas para o futuro, produtos novos e otimização de processos e métodos já existentes. Os estudos incluem investigação aplicada, bem como questões de investigação fundamental.
- Economia — Os temas económicos surgem de todos os domínios acima mencionados. Por conseguinte, os investigadores neste domínio trabalham em projectos de disciplinas económicas puras e em projectos interdisciplinares.

Programas
A universidade oferece programas ensinados em alemão, bem como programas internacionais inteiramente ensinados em inglês. Ao todo, são 75 cursos. Entre estes, há alguns únicos, como Ciências Naturais Aplicadas, Arqueologia Industrial, Pesquisa de Minas e Química (Diplom), que são ensinados em alemão.
A admissão a todos os programas, desde a licenciatura até ao doutoramento, é feita com base no desempenho e sem propinas (como é habitual nos estudos consecutivos nas universidades públicas alemãs); os estudantes pagam uma taxa de inscrição de 94 euros por semestre, dos quais 7 euros são dedicados exclusivamente ao Corpo de Estudantes (Conselho).
Estudantes
No semestre de inverno de 2022/2023 estavam matriculados na TUBAF 3 471 estudantes, dos quais 85% em programas MINT, com cerca de 30% femininos.
Freiberg é uma universidade internacional. Entre os seus cerca de 3 500 estudantes, 41% não são alemães. Existem acordos de duplo diploma com universidades da China, França, Gana, Itália, Polónia, Rússia, Tailândia, entre outros países. Cerca de 30% dos graus de doutoramento atribuídos pela universidade são concedidos a estudantes estrangeiros.

## História

### História institucional
A instituição foi criada em 1765, durante o Século das Luzes, pelo Príncipe Francisco Xavier da Saxónia (Franz Xaver von Sachsen), com base nos planos de Friedrich Wilhelm von Oppel e Friedrich Anton von Heynitz. Na altura, chamava-se Kurfürstlich-Sächsische Bergakademie zu Freiberg (em 1806: Königlich-Sächsische Bergakademie zu Freiberg). O seu principal objetivo era a formação de técnicos de mineração, engenheiros de minas e cientistas altamente qualificados em domínios relacionados com a mineração e a metalurgia. A sua fundação está ligada à necessidade de revitalizar a indústria mineira como forma de regenerar a economia após a derrota da Saxónia na Guerra dos Sete Anos.
Antes da criação da Bergakademie (Escola de Minas), apenas tinham sido fundadas quatro instituições semelhantes noutros países: a Academia de Potosí, na Bolívia (1557-1786); a Academia de Kongsberg, na Noruega (1757-1814); a Academia de Schemnitz (agora Banská Štiavnica) na atual Eslováquia (1762-1919); e a Academia de Praga (1762-1772). Uma vez que estas instituições já não existem, a Universidade de Freiberg é a mais antiga ainda em funcionamento enquanto Universidade de Minas e Tecnologia. A seguir à francesa École nationale des ponts et chaussées, criada em 1747, é também a segunda mais antiga instituição de ensino superior centrada na investigação em ciência, tecnologia, engenharia e matemática (ramo de ensino conhecido por STEM).
Os elementos químicos índio (1863) e germânio (1886) foram descobertos por cientistas da Universidade de Freiberg. O polímata Alexander von Humboldt estudou mineração na Bergakademie de 1791 a 1792, assim como o poeta Novalis, ali aluno de 1797 a 1799.
Em 1899, foi incorporada como uma Technische Hochschule. Em 1905, a Bergakademie ganhou o direito de conceder doutoramentos em engenharia (Dr.-Ing.), e em 1939 para ciências naturais (Dr. rer. nat.). Em 1940, foram criadas duas novas faculdades: Ciências Naturais e Minas e Metalurgia. Em 1956, foi acrescentada uma outra faculdade centrada na Economia.
Após a Segunda Guerra Mundial e a partição da Alemanha, a instituição ficou na zona de ocupação soviética. A formação de futuros engenheiros e cientistas, bem como a investigação, foram rapidamente restabelecidas com o objetivo de (re)construir a indústria primária na Zona de ocupação soviética, depois República Democrática Alemã. O campus e o corpo docente foram rapidamente alargados. A direção pedagógica mudou através da criação de novos cursos. A demografia dos estudantes também se alterou (a percentagem de mulheres aumentou), uma vez que o acesso à universidade era dirigido pelas autoridades centrais. Além disso, os filhos dos trabalhadores e agricultores, que tradicionalmente não frequentavam o ensino superior, foram apoiados através de um instituto de preparação para o ensino superior (a Arbeiter-und-Bauern-Fakultät Wilhelm Pieck, a ABF ou Faculdade dos Trabalhadores e Agricultores Wilhelm Pieck).
Após a reunificação alemã, a infraestrutura e o corpo académico foram reorganizados para se adaptarem às novas circunstâncias políticas. Após a sua incorporação no sistema de ensino superior da República Federal da Alemanha, a Bergakademie rapidamente encontrou uma posição privilegiada como Universidade de Recursos Naturais. A Bergakademie foi a primeira universidade da antiga Alemanha de Leste a juntar-se à Fundação Alemã de Investigação Científica (a Deutsche Forschungsgemeinschaft ou DFG). A secção de ciências sociais foi suprimida e a faculdade de Economia foi reestruturada e alargada a 15 lugares de professor catedrático.
Um dos focos emergentes na investigação foram os semicondutores, o que levou a que empresas deste sector se instalassem em Freiberg e arredores. Entre estas contam-se a Siltronic AG, a Meyer Burger Technology AG e a JT Energy Systems, especializadas em semicondutores, energia solar e baterias de iões de lítio, respetivamente. Para além das geociências e das ciências dos materiais, as ciências do ambiente tornaram-se um ponto forte da universidade.
Em março de 1993, a então Technische Hochschule Bergakademie Freiberg passou a chamar-se Technische Universität Bergakademie Freiberg, sublinhando o seu estatuto e importância acrescidos.
Atualmente, a TUBAF é uma universidade moderna e orientada para o ambiente, reconhecida internacionalmente como uma universidade de ciclos fechados de recursos naturais. A história da Universidade é apresentada no Historicum através de numerosas exposições, pinturas, fotografias e documentos. O Fórum para a História das Minas (Forum Montangeschichte) é responsável pela digitalização e publicação de ensaios e publicações históricas sobre a indústria mineira e metalúrgica da Saxónia.

### Figuras históricas e descobertas científicas
Várias figuras conhecidas estudaram ou leccionaram na 'Bergakademie:
Personalidades
- Abraham Gottlob Werner (1749–1817), um professor e cientista muito influente, que sistematizou os minerais e as formações rochosas. É considerado o fundador de uma forma inicial da geologia como ciência, denominada geognosia. Lançou as bases da mineralogia e da teoria dos depósitos de minério. Durante o seu mandato, atraiu um vasto leque de estudantes e colegas, entre os quais Alexander von Humboldt, Franz Xaver von Baader, Leopold von Buch, Friedrich Mohs e Robert Jameson.
- Wilhelm August Lampadius (1772–1842), professor de química e metalurgia. Instalou a primeira lâmpada a gás no continente europeu e fez avançar a tecnologia da iluminação a gás para a escala industrial. Além disso, Lampadius fundou o primeiro laboratório de investigação química do mundo numa universidade em 1796/1797.
- Georg Philipp Friedrich von Hardenberg (1772–1801), o poeta romântico mais conhecido pelo pseudónimo de Novalis, estudou em Freiberg de 1797 a 1799. Foi também durante este período que criou o seu pseudónimo para as suas obras literárias. Muitos tópicos e temas da sua obra provêm da cultura mineira que o rodeava.
- Alexander von Humboldt (1769-1859), polímata e figura cimeira da ciência europeia, matriculou-se em 14 de junho de 1791 e seguiu um programa bastante curto, mas intenso, que o qualificou em ciências naturais e metalurgia. Interessou-se especialmente pelo desenvolvimento de aparelhos, como o Licht-Erhalter (Preservador de luz, um equipamento de salvamento em minas capaz de manter uma chama numa atmosfera pobre em oxigénio).[10] Uma das descobertas mais famosas de Humboldt foi a vegetação subterrânea (os fósseis de plantas nos depósitos de carvão), publicada em 1793 como Florae fribergensis specimen, plantas cryptogamicas praesertim subterraneas exhibens.[11] Muitas das plantas descritas foram descobertas e caracterizadas por ele.[12]
- Gustav Anton Zeuner (1828-1907), engenheiro e físico. Estudou em Freiberg de 1848 a 1851. Mais tarde, lançou as bases da termodinâmica como área de estudo da engenharia.
- Karl Heinrich Adolf Bernhard Ledebur (1837-1906), professor de Metalurgia. Foi um dos primeiros a estudar empiricamente os processos da metalurgia e da ferraria com instrumentos e métodos científicos modernos. Durante o seu mandato, fundou o laboratório de ferraria da Universidade.
- Luo Gan, antigo membro do Comité Permanente do Politburo do Partido Comunista Chinês.
- Mary Hegeler Carus, a primeira mulher a mstricular-se legalmente na Universidade (em 1885).[13]
- Edward Renouf, profesor de Química na Johns Hopkins University.

Descobertas científicas
- Em 1863, o elemento químico índio foi descoberto pelo químico Hieronymus Theodor Richter (1824-1898) e pelo físico Ferdinand Reich (1799-1882), que lhe deram o nome devido à sua chama de cor azul-índigo.
- Em 1886, o professor de química Clemens Alexander Winkler (1838-1904) isolou pela primeira vez o elemento germânio ao analisar o mineral pouco comum argirodite. Este facto comprovou a tabela periódica de Dmitri Mendeleev e a sua previsão do chamado ekasilicon (ou ekasilício).
- No domínio da engenharia de processos, em 1951 Erich Rammler e Georg Bilkenroth foram galardoados com o Prémio Nacional da República Democrática Alemã (1.ª classe) pelos seus trabalhos sobre o coque de lenhite e a gaseificação do carvão.

## Logos

Até 2013
2013-2023
Desde maio de 2023